# Kanton Portes-lès-Valence
Der Kanton Portes-lès-Valence war von 1973 bis 2015 ein französischer Wahlkreis im Arrondissement Valence, im Département Drôme und in der Region Rhône-Alpes; sein Hauptort war Portes-lès-Valence. Vertreterin im Generalrat des Départements war zuletzt von 2006 bis 2015 Marie-Josée Faure (PS).
Der Kanton Portes-lès-Valence hatte 21.821 Einwohner (Stand: 2012). Die Fläche betrug 87,40 km².

## Gemeinden
| Gemeinde             | Einwohner Jahr | Fläche km² | Bevölkerungsdichte | Code INSEE | Postleitzahl |
| -------------------- | -------------- | ---------- | ------------------ | ---------- | ------------ |
| Beaumont-lès-Valence | 3.703 (2013)   | 17,61      | 210 Einw./km²      | 26037      | 26760        |
| Beauvallon           | 1.573 (2013)   | 3,12       | 504 Einw./km²      | 26042      | 26800        |
| Étoile-sur-Rhône     | 5.139 (2013)   | 42,79      | 120 Einw./km²      | 26124      | 26800        |
| Montéléger           | 1.777 (2013)   | 9,45       | 188 Einw./km²      | 26196      | 26760        |
| Portes-lès-Valence   | 9.740 (2013)   | 14,43      | 675 Einw./km²      | 26252      | 26800        |